# Ewan McGregor
Ewan Gordon McGregor OBE (Crieff, 31 de març de 1971) és un actor escocès. Va guanyar reconeixement internacional gràcies a la seva actuació com a Mark Renton en la pel·lícula Trainspotting, a la seva aparició com a Obi-Wan Kenobi a la trilogia i preqüela de Star Wars (1999–2005) i a la seva actuació a la pel·lícula musical Moulin Rouge! en el paper de Christian. També ha aparegut en algunes produccions de teatre, com per exemple en el musical Guys and Dolls (2005–2007) i Otel·lo (2007–2008).
McGregor ha estat nominat a diversos premis, entre ells quatre Globus d'Or, en la categoria de Millor actor - Musical o comèdia per les pel·lícules de Moulin Rouge! i Salmon Fishing in the Yemen i en la categoria de Millor actor en una minisèrie o pel·lícula per a televisió per les minisèries Fargo (per la qual va guanyar el premi) i Halston. També ha estat nominat a tres Premis Primetime Emmy i a quatre Premis Screen Actors Guild. L'any 1997, la revista Empire el va col·locar en 36na posició en la llista de "Les 100 estrelles de cinema de tots els temps". El 2004, una enquesta duta a terme per la BBC, va nombrar McGregor la quarta persona més influent de la cultura britànica.
McGregor ha estat molt actiu en activitats d'organitzacions benèfiques. Des del 2004, McGregor ha sigut ambaixador d'UNICEF. El 2013 va ser nomenat Ordre de l'Imperi Britànic (OBE) pels seus serveis al drama i a les organitzacions benèfiques. L'any 2016, va rebre el Premi BAFTA Britannia Humanitarian Award. El 2016 va aconseguir la nacionalitat estatunidenca.

## Biografia
Ewan McGregor va néixer a Perth, Escòcia. La seva mare, Carol Diane, i el seu pare James McGregor, treballaven tots dos com a professors. Té un germà més gran que es diu Colin (nascut l'any 1969) i és un pilot de la Royal Air Force (RAF) Es seu oncle és l'actor i director escocès Denis Lawson.
Va estudiar a l'Acadèmia Morrison (Crieff, Perthshire) Als 16 anys va decidir deixar l'escola i marxar i va unir-se al Perth Repertory Theatre. Va estudiar un curs de drama al College of Technologu de Kirkcaldy. Als 18 anys, va ser acceptat a la Guildhall School of Music and Drama.

## Carrera

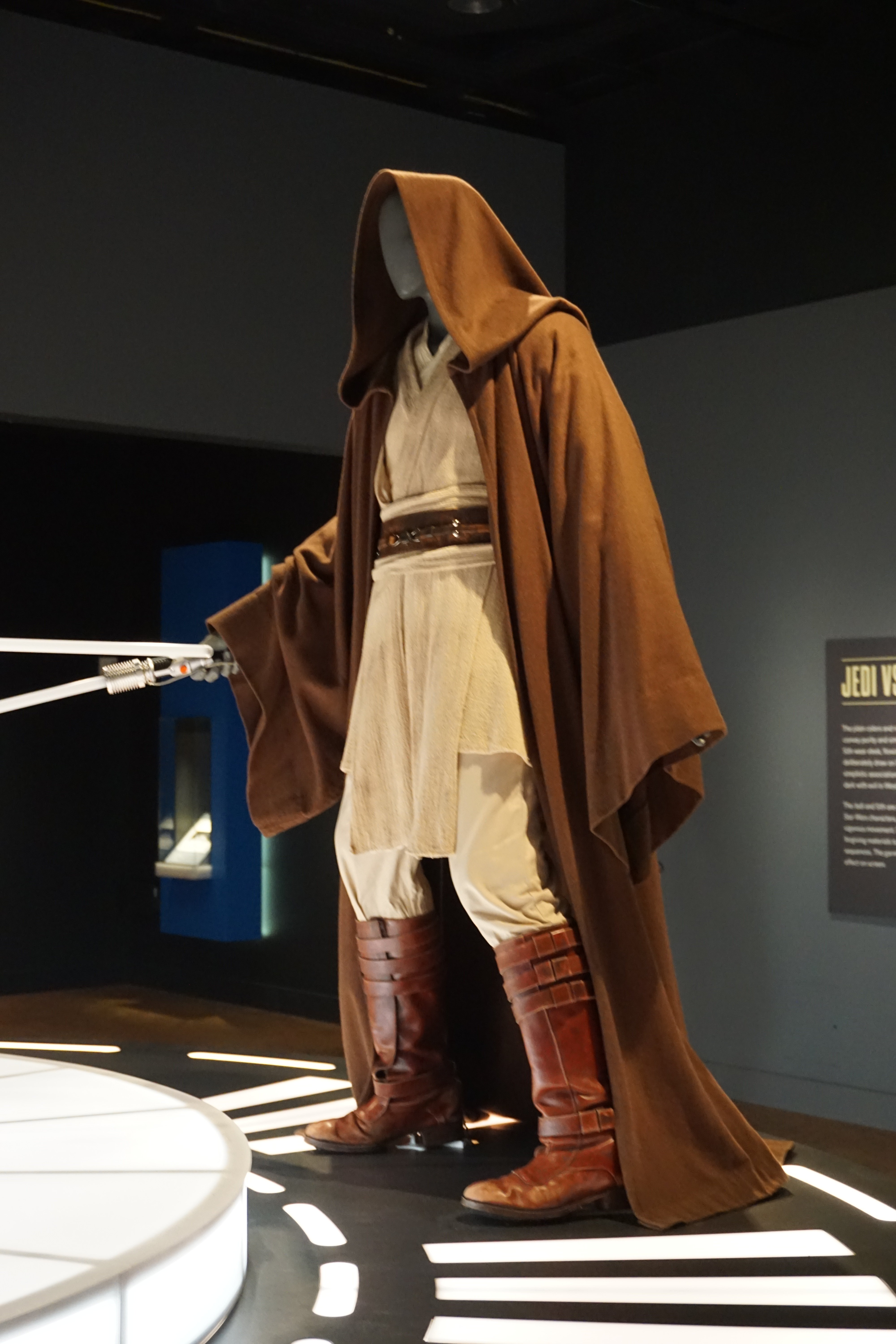
Disfressa de McGregor durant la pel·lícula Star Wars Episode I: The Phantom Menace (1999) en exhibició a al Detroit Institute of Arts

### Pel·lícules i televisió
El 1993, sis mesos abans de la seva graduació de la Guildhall School of Music and Drama, McGregor va fer de protagonista a la sèrie de quatre parts del Channel 4 Lipstick on Your Collar. Poc després i aquell mateix any, va aparèixer a l'adaptació de la BBC de Scarlet and Black, juntament amb Rachel Weisz. El 1994, va fer el seu debut en una pel·lícula, a la de Being Human de Bill Forsyth. Pel seu paper al thriller Shallow Grave el 1994, va guanyar un Premi Empire. Aquesta pel·lícula seria la seva primer col·laboració amb el director Danny Boyle. El 1996, va tenir un paper important a la comèdia Brassed Off, escrita i dirigida per Mark Herman. El seu primer gran paper internacional va ser en la pel·lícula de Boyle Trainspotting, en la qual va interpretar a en Mark Renton, un addicte a la heroïna, la pel·lícula està basada en la novel·la del mateix nom escrita per Irvine Welsh.
L'any 1998, McGregor va participar en la pel·lícula britànica Little Voice. Va ser escollit per interpretar la versió jove de Obi-Wan Kenobi a la trilogia i preqüela de Star Wars, la qual va estar estrenada entre el 199 i el 2004. Sir Alec Guinness va ser qui originalment va donar vida al personatge de Kenobi durant la primer trilogia de Star Wars. El tiet de McGregor, Denis Lawson, va aparèixer en el paper de Wedge Antilles en la trilogia original. Tor i que la preqüela va estar rebuda amb crítiques, l'actuació de McGregor va estar ben rebuda. McGregor va destacar que fer les preqüeles va ser difícil ja que, en general, sempre actuava en pantalles verdes i perquè els diàlegs "no eren exactament de Shakespeare". També va dir que les reaccions negatives a les preqüeles van ser difícils per a ell.

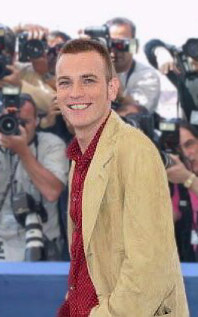
McGregor al 54è Festival Internacional de Cinema de Canes (2001).

McGregor, el 2001, va protagonitzar Moulin Rouge!. En aquesta va interpretar al jove poeta Christian, el qual s'enamora de la Satine (Nicole Kidman). Per aquest paper, va rebre bones crítiques i també va rebre la seva primera nominació als Globus d'Or, en la categoria de Millor actor - Musical o Comèdia. Aquell mateix any, també va aparèixer a la pel·lícula bèl·lica de Ridley Scott Black Hawk Down, en la qual va interpretar a John Grimes. El 2003, juntament amb Renée Zellweger, va protagonitzar Down with Love. També va interpretar al jove Edward Bloom a la pel·lícula Big Fish de Tim Burton; en aquesta va actuar junt amb Albert Finney, Jessica Lange, Alison Lohman i Billy Crudup. Durant aquella època, també va rebre bones crítiques gràcies a la seva actuació com a l'assassí Joe Taylor a la pel·lícula del 2003 Young Adam, la qual va co-protagonitzar amb Tilda Swinton.
El 2005, McGregor va posar veu a dos personatges de dues pel·lícules animades exitoses: va interpretar a Rodney Copperbottom a la pel·lícula Robots, en la qual també hi havia les veus de Halle Berry i Robin Williams; i també va donar veu al personatge principal de Valiant, on va compartir pantalla amb Jim Broadbent, John Cleese i Ricky Gervais. En aquell mateix any, va aparèixer en dues altres pel·lícules: juntament amb Scarlett Johansson, va aparèixer en un paper dual en la pel·lícula de ciència-ficció The Island de Michael Bay; i juntament amb Naomi Watts i Ryan Gosling va protagonitzar el thriller psicològic de Marc Foster Stay.
El 2006, va narrar Astronaut, una producció de Fulldome creada per el National Space Centre. També al 2006, va narrar el programa de STV JetSet, una sèrie de sis parts que seguia les vides de pilots i navegadors que estan en fase d'entrenament a la RAF Lossiemouth i que havien de passar proves molt dures durant sis mesos per tal de poder pilotar l'avió principal d'atac de la RAF, el Tornado GR4. Juantament amb Colin Farrell, el 2007, va aparèixer a la pel·lícula Cassandra's Dream de Woody Allen. El 2009 va protagonitzar la pel·lícula I Love You Phillip Morris amb Jim Carrey i el mateix any va aparèixer a Amelia junt amb Hilary Swank. El 2010 va interpretar al "fantasma" i personatge principal sense nom del thriller polític The Ghost Writer, de Roman Polanski. També el 2009, va donar vida al Camarlenc Patrick McKenna al thriller de misteri de Ron Howard Angels & Demons. La pel·lícula és una adaptació de la novel·la del mateix nom de Dan Brown i és la seqüela de The Da Vinci Code. El 2011,va aparèixer al pel·lícula de comèdia Salmon Fishing in the Yemen, dirigida per Lasse Hallström i co-protagoitzada per Emily Blunt i Kristin Scott Thomas. Per la seva actuació en aquesta pel·lícula va rebre la seva segona nominació als Globus d'Or com a Millor actor musical o còmic. El mateix any, va ser guardonat amb el Premi SIFF Golden Space Needle per l'Assoliment Destacat en actuació al Festival Internacional de Cinema de Seattle del 2011.
EL 2012, va ser membre del Jurat de la Competició de la Principal del Festival de Canes del 2012. Al Festival Internacional de Cinema de Sant Sebastià 2012 se ñi va atorgar el Premi Donostia i, d'aquesta manera, es va convertir en la persona més jove en rebre'l. Aquell mateix any, juntament amb Naomi Watts i Tom Holland, també va protagonitzar la pel·lícula dramàtica de Juan Antonio Bayona The Impossible. Al costat de Meryl Streep i de Julia Roberts, el 2013, McGregor va aparèixer a la pel·lícula August: Osage County, la qual està basada en l'obra de teatre de Tracy Letts del mateix nom i que va ser guanyadora del Premi Pulitzer de Teatre l'any 2008. El 2015, junt amb Johnny Depp i Paul Bettany, va protagonitzar la pel·lícula Mortdecai. El 2016, va fer el seu debut com a director amb la pel·lícula American Pastoral, en la qual també va donar vida al personatge principal.
El 2017 va reprendre el seu paper com a Mark Renton per a la pel·lícula T2 Trainspotting, la segona part de Trainspotting, del 1996. Durant aquell mateix any, McGregor va donar veu al personatge de Lumière en l'adaptació de Disney de The Beauty and The Beast, dirigida per Bill Condon i amb un repartiment liderat per Emma Watson i Dan Stevens, juntament amb Luke Evans, Kevin Kline, Josh Gad, Stanley Tucci, Ian McKellen i Emma Thompson. Més tard aquell mateix any, també apareixeria a la tercer temporada de la sèrie de FX Fargo. En ella interpretava el paper dual de Emmit Stussy i Ray Stussy, per la seva actuació, va guanyar el Globus d'Or al Millor actor - Minisèrie o pel·lícula per a televisió en els Globus d'Or del 2018. El 2018 va protagonitzar la pel·lícula Christopher Robin, seqüela de la sèrie de Disney Winnie the Pooh, la qual va estar dirigida per Marc Foster.
El 2019, McGregor va protagonitzar la pel·lícula Doctor Sleep, una adaptació de la novel·la del mateix nom de Stephen King. El 2020 va aparèixer a la pel·lícula de Warner Bros. i DC Comics Birds of Prey (and the Fantabulous Emancipation of One Harley Quinn) com al vilà principal Roman Sionis / Black Mask.
El 23 d'agost de 2019, Lucasfilm va anunciar que McGregor reprendria el seu paper com a Obi-Wan Kenobi per la nova sèrie de televisió de Star Wars Pbi-Wan Kenobi. Estava previst que s'estrenés el 25 de maig de 2022, però finalment ho va fer un dia més tard a la plataforma de streaming de Disney+.
El 2021, McGregor va donar vida a un dissenyador de moda americà a la minisèrie de Netflix Halston, basada en la biografia de Simply Halson escrita pel periodista Steven Gaines. Juntament amb Ryan Murphy, McGregor també va exercir de productor executiu.

### Teatre
Des del novembre de 1998 fins al març de 1999, McGregor va protagonitzar el revival de Little Malcolm and His Struggles Against the Eunuchs, dirigit pel seu tiet Denis Lawson. La producció va ser estrenada al Hampstead Theatre i després va ser traslladada al Comedy Theatre, al West End de Londres. El novembre de 2001, va fer una cameo a l'obra The Play What I Wrote.
Entre el juny de 2005 i l'abril de 2007, al costat de Jane Krakowski, Douglas Hodge i Jenna Russell,va aparèixer al revival de Guys and Dolls al Piccadilly Theatre. Va actuar en el paper de Sky Masterson. Per la seva actuació va rebre el Premi LasMinute.com per a millor actor i va ser nominat al Premi Laurence Olivier al Millor Actor de Musical l'any 2006.
Entre desembre de 2007 i febrer de 2008, McGregor va aparèixer com a Iago a l'obra Otel·lo, juntament amb Chiwetel Ejiofor com a Othello i Kelly Reilly com a Desdemona. El maig de 2008, va reprendre el seu paper a BBC Radio 3.

## Motociclisme
Des de jove, a McGregor li agradaven les motos. L'any 2004, va participar en una marató internacional de motos amb el seu millor amic Charley Boorman i el càmera Claudio von Planta. Des de mitjans d'abril fins a finals de juliol, van viatjar des de Londres fins a Nova York, passant per l'Europa Central, Ucraïna, Kazakhstan, Mongòlia, Rússia, Canadà i els Estats Units en una moto BMW R1150GS Adeventure. Van recórrer una distància total de 35,960 quilòmetres (22,345 milles). Durant el viatge, van visitar diferents programes de UNICEF i també van fer una sèrie de televisió i un llibre sobre el viatge titulats Long Way Round.
L'equip de The Long Way Round es van reunir el 2007 per fer un altre viatge en moto, aquesta vegada des d'Escòcia fins a Ciutat del Cap (Sud-àfrica). Aquesta vegada, el viatge va ser batejat amb el títol Long Way Down i va començar el 12 maig de 2007 i va acabar el 5 d'agost d'aquell mateix any. En Colin, el germà de McGregor es va unir a l'equip durant les primeres etapes del Long Way Down i el seu pare, en Jim, també va estar present, tant a Log Way Round com a Long Way Down. Durant aquest viatge, l'equip també va fer parades a diferents projectes d'UNICEF.
A l'abril de 2012, McGregor va aparèixer en el documental de dues parts de la BBC que tenia de títol Ewan McGregor: Cold Chain Mission, en el qual, ell viatjava en moto, vaixell, avió i a peu per tal de fer arribar vacunes a nens de parts remotes de l'Índia, el Nepal i la República del Congo. Aquest viatge va ser part de la seva feina com a ambaixador d'UNICEF.
El juny de 2015, durant una entrevista, va dir que un viatge per Sud-amèrica encara estava en fases inicials, però que estava previst que una excursió per la Península de la Baixa Califòrnia es dugés a terme abans que el viatge.
El 14 de desembre de 2019, McGregor i Boorman van finalitzar el seu viatge de tres mesos amb la moto elèctrica Harley-Davidson LiveWire, el qual va començar a la Patagònia i va continuar per Argentina, Califòrnia i els Estats Units. Aquest viatge va ser convertit en una sèrie de 10 episodis, titulada Long Way Up, la qual va ser estrenada a Apple TV+ el 18 de setembre de 2020.

## Vida privada
Va estar casat amb Eve Mavrakis, una dissenyadora de producció francesa, des de 1995 fins a l'any 2018. Amb ella és pare de Clara Mathilde (1996), Esther Rose (2001), Jamiyan (2001), i Anouk (2011). Actualment manté una relació amb la també actriu i companya a la sèrie de televisió Fargo, Mary Elizabeth Winstead. El juny de 2021, la parella va donar la benvinguda al seu primer fill Laurie.

## Filmografia

### Cinema
| Any  | Pel·lícula                                       | Director                           | Personatge                   |
| ---- | ------------------------------------------------ | ---------------------------------- | ---------------------------- |
| 1994 | Being Human                                      | Bill Forsyth                       | Alvarez                      |
| 1994 | Shallow Grave                                    | Danny Boyle                        | Alex Law                     |
| 1995 | Una vida sense por (Blue Juice)                  | Carl Prechezer                     | Dean Raymond                 |
| 1996 | Trainspotting                                    | Danny Boyle                        | Mark Renton                  |
| 1996 | The Pillow Book                                  | Peter Greenaway                    | Jerome                       |
| 1996 | Emma                                             | Douglas McGrath                    | Frank Churchill              |
| 1996 | Tocant el vent (Brassed Off)                     | Mark Herman                        | Andy Barrow                  |
| 1997 | L'ombra de la nit (Nightwatch)                   | Ole Bornedal                       | Martin Bells                 |
| 1997 | The Serpent's Kiss                               | Philippe Rousselot                 | Meneer Chrome                |
| 1997 | A Life Less Ordinary                             | Danny Boyle                        | Robert Lewis                 |
| 1998 | Velvet Goldmine                                  | Todd Haynes                        | Curt Wild                    |
| 1998 | Little Voice                                     | Mark Herman                        | Billy                        |
| 1999 | Star Wars Episode I: The Phantom Menace          | George Lucas                       | Obi-Wan Kenobi               |
| 1999 | Rogue Trader                                     | James Dearden                      | Nick Leeson                  |
| 1999 | Ulls que vigilen                                 | Stephan Elliott                    | The Eye                      |
| 2000 | Nora                                             | Pat Murphy                         | James Joyce                  |
| 2001 | Moulin Rouge!                                    | Baz Luhrmann                       | Christian                    |
| 2001 | Black Hawk abatut                                | Ridley Scott                       | SPC John Grimes              |
| 2002 | Solid Geometry                                   | Denis Lawson                       | Phil                         |
| 2002 | Star Wars episodi II: L'atac dels clons          | George Lucas                       | Obi-Wan Kenobi               |
| 2003 | Fora l'amor                                      | Peyton Reed                        | Catcher Block                |
| 2003 | Young Adam                                       | David Mackenzie                    | Joe Taylor                   |
| 2003 | Big Fish                                         | Tim Burton                         | Edward Bloom (jove)          |
| 2005 | L'illa                                           | Michael Bay                        | Lincoln Six Echo/Tom Lincoln |
| 2005 | Star Wars episodi III: La venjança dels Sith     | George Lucas                       | Obi-Wan Kenobi               |
| 2005 | Stay                                             | Marc Forster                       | Dr. Sam Foster               |
| 2006 | Alex Rider: Operació Stormbreaker (Stormbreaker) | Geoffrey Sax                       | Ian Rider                    |
| 2006 | Scenes of a Sexual Nature                        | Ed Blum                            | Billy                        |
| 2006 | Miss Potter                                      | Chris Noonan                       | Norman Warne                 |
| 2007 | El somni de Cassandra                            | Woody Allen                        | Ian Blane                    |
| 2008 | Incendiary                                       | Sharon Maguire                     | Jasper Black                 |
| 2008 | La llista                                        | Marcel Langenegger                 | Jonathan McQuarry            |
| 2009 | Àngels i dimonis                                 | Ron Howard                         | Camarlenc Patrick McKenna    |
| 2009 | I Love You Phillip Morris                        | Glenn Ficarra                      | Phillip Morris               |
| 2009 | Els homes que miraven fixament les cabres        | Grant Heslov                       | Bob Wilton                   |
| 2009 | Amelia                                           | Mira Nair                          | Gene Vidal                   |
| 2010 | L'escriptor                                      | Roman Polanski                     | L'escriptor                  |
| 2010 | La mainadera màgica i el gran bum!               | Susanna White                      | Rory Green                   |
| 2010 | Beginners                                        | Mike Mills                         | Oliver                       |
| 2011 | Perfect Sense                                    | David Mackenzie                    | Michael                      |
| 2011 | Haywire                                          | Steven Soderbergh                  | Kenneth                      |
| 2011 | La pesca del salmó al Iemen                      | Lasse Hallström                    | Dr. Alfred Jones             |
| 2012 | The Impossible                                   | Juan Antonio Bayona                | Henry                        |
| 2013 | Jack the Giant Slayer                            | Bryan Singer                       | Elmont                       |
| 2013 | Agost                                            | John Wells                         | Bill Fordham                 |
| 2014 | A Million Ways to Die in the West                | Seth MacFarlane                    | Cowboy                       |
| 2014 | Son of a Gun                                     | Julius Avery                       | Brendan Lynch                |
| 2015 | Mortdecai                                        | David Koepp                        | Martland                     |
| 2015 | Last Days in the Desert                          | Rodrigo García                     | Jesus                        |
| 2015 | Miles Ahead                                      | Don Cheadle                        | Dave Brill                   |
| 2016 | La venjança de la Jane                           | Gavin O'Connor                     | John Bishop                  |
| 2016 | Our Kind of Traitor                              | Susanna White                      | Perry Makepeace              |
| 2016 | American Pastoral                                | Ewan McGregor                      | Seymour 'Swede' Levov        |
| 2017 | Beauty and the Beast                             | Bill Condon                        | Lumiere                      |
| 2017 | T2 Trainspotting                                 | Danny Boyle                        | Mark Renton                  |
| 2018 | Zoe                                              | Drake Doremus                      | Cole                         |
| 2018 | Christopher Robin                                | Marc Forester                      | Christopher Robin            |
| 2019 | Doctor Sleep                                     | Mike Flanagan                      | Danny "Dan" Torrance         |
| 2019 | Star Wars: L'ascens de Skywalker                 | Jeffrey Jacob Abrahams             | Obi-Wan Kenobi               |
| 2020 | Birds of Prey                                    | Cathy Yan                          | Black Mask                   |
| 2021 | The Birthday Cake                                | Jimmy Giannopoulos                 | "Father Kelly"               |
| 2022 | Pinotxo (Pinocchio)                              | Guillermo del Toro, Mark Gustafson | Talking Cricket              |
| TBA  | Raymond and Ray                                  | Rodrigo García                     | Raymond                      |

### Televisió
| Any  | Títol                                           | Paper                                 | Notes                                       |
| ---- | ----------------------------------------------- | ------------------------------------- | ------------------------------------------- |
| 1993 | Lipstick on Your Collar                         | PTE Mick Hopper                       | 6 episodis                                  |
| 1993 | Scarlet and Black                               | Julien Sorel                          | Minisèrie de televisió                      |
| 1994 | Doggin Around                                   | Tom Clayton                           | Pel·lícua de televisió                      |
| 1995 | Kavanagh QC                                     | David Robert Armstrong                | Episodi: "Nothing But the Truth"            |
| 1996 | Karaoke                                         | Young Man                             | Episodi: "Tuesday"                          |
| 1996 | Tales from the Crypt                            | Ford                                  | Episodi: "Cold War"                         |
| 1997 | ER                                              | Duncan Stewart                        | Episodi: "The Long Way Around"              |
| 2002 | The Polar Bears of Churchill with Ewan McGregor | Ell mateix                            | Sèrie documental                            |
| 2004 | Long Way Round                                  | Ell mateix                            | Sèrie documental                            |
| 2007 | Long Way Down                                   | Ell mateix                            | Sèrie documental                            |
| 2010 | La Batalla de Bretanya                          | Ell mateix                            | Documental                                  |
| 2012 | Ewan McGregor: Cold Chain Mission               | Ell mateix                            | Documental                                  |
| 2012 | Bomber Boys                                     | Ell mateix                            | Documental                                  |
| 2012 | The Corrections                                 | Chip Lambert                          | Pilot no emès                               |
| 2013 | Hebrides: Islands on the Edge                   | Ell mateix com a narrador (veu)       | Sèrie documental                            |
| 2015 | Doll & Em                                       | Ell mateix                            | 2 episodis                                  |
| 2016 | Highlands: Scotland's Wild Heart                | Ell mateix com a narrador (veu)       | Sèrie documental                            |
| 2017 | Fargo                                           | Emmit Stussy                          | 10 episodis                                 |
| 2017 | Fargo                                           | Ray Stussy                            | 10 episodis                                 |
| 2017 | Fargo                                           | Company científic de l'Android Minsky | 10 episodis                                 |
| 2020 | Long Way Up                                     | Ell mateix                            | Sèrie documental                            |
| 2021 | Halston                                         | Halston                               | Paper principal; minisèrie                  |
| 2022 | Obi-Wan Kenobi                                  | Obi-Wan Kenobi                        | Paper principal; minisèrie en postproducció |

### Teatre
| Any  | Títol                                               | Paper         | Notes                     |
| ---- | --------------------------------------------------- | ------------- | ------------------------- |
| 1998 | Little Malcolm and His Struggle Against the Eunuchs | Joe Orton     | Hampstead Theatre         |
| 2005 | Guys and Dolls                                      | Sky Masterson | Piccadilly Theatre        |
| 2007 | Otel·lo                                             | Iago          | Donmar Warehouse          |
| 2014 | The Real Thing                                      | Henry         | American Airlines Theatre |

## Discografia

### Moulin Rouge!(2001)
- "Come What May" amb Nicole Kidman[109]
- "Elephant Love Medley" amb Nicole Kidman[109]
- "El Tango de Roxanne" amb Jose Feliciano[109]
- "Your Song" amb Alessandro Safina[109]

#### Volum 2
- "Ascension / Nature Boy"[110]
- "Come What May (Original Film Version)" amb Nicole Kidman[110]
- "The Pitch (Spectacular Spectacular) (Original Film Version)" amb Nicole Kidman, Jim Broadbent, Jacek Koman, John Leguizamo, Garry MacDonald, Richard Roxburgh i Matthew Whittet[110]

### Beauty and the Beast(2017)
- "Be Our Guest" amb Emma Thompson, Ian McKellen i Gugu Mbatha-Raw[111]
- "Days in the Sun" amb Adam Mitchell, Stanley Tucci, Ian McKellen, Emma Thompson, Emma Watson, Audra McDonald i Clive Rowe[111]
- "Something There" amb Emma Watson, Dan Stevens, Ian McKellen, Emma Thompson, Nathan Mack i Gugu Mbatha-Raw[111]
- "The Mob Song", amb Luke Evans, Josh Gad, Emma Thompson, Ian McKellen, Stanley Tucci, Nathan Mack i Gugu Mbatha-Raw[111]

## Premis i nominacions

### Premis Globus d'Or
| Any  | Feina                       | Categoria                                              | Resultat  | Referència    |
| ---- | --------------------------- | ------------------------------------------------------ | --------- | ------------- |
| 2002 | Moulin Rouge!               | Millor actor - Musical o Comèdia                       | Nominat   | [ 2 ] [ 112 ] |
| 2013 | La pesca del salmó al Iemen | Millor actor - Musical o Comèdia                       | Nominat   | [ 2 ] [ 113 ] |
| 2018 | Fargo                       | Millor actor en minisèrie o pel·lícula per a televisió | Guanyador | [ 2 ] [ 114 ] |
| 2021 | Halston                     | Millor actor en minisèrie o pel·lícula per a televisió | Nominat   | [ 2 ] [ 115 ] |

### Premis Primetime Emmy
| Any  | Feina                            | Categoria                                              | Resultat  | Referència      |
| ---- | -------------------------------- | ------------------------------------------------------ | --------- | --------------- |
| 1997 | ER                               | Millor actor invitat - Drama                           | Nominat   | [ 116 ]         |
| 2017 | Highlands: Scotland's Wild Heart | Millor Narrador                                        | Nominat   | [ 117 ]         |
| 2017 | Fargo                            | Millor actor en minisèrie o pel·lícula per a televisió | Nominat   | [ 118 ]         |
| 2021 | Halston                          | Millor actor en minisèrie o pel·lícula per a televisió | Guanyador | [ 119 ] [ 120 ] |

### Premis del Sindicat d'Actors de Cinema
| Any  | Feina                | Categoria                                              | Resultat | Referència      |
| ---- | -------------------- | ------------------------------------------------------ | -------- | --------------- |
| 1999 | Little Voice         | Millor repartiment                                     | Nominat  | [ 121 ]         |
| 2002 | Moulin Rouge!        | Millor repartiment                                     | Nominat  | [ 122 ]         |
| 2014 | August: Osage County | Millor repartiment                                     | Nominat  | [ 123 ]         |
| 2022 | Halston              | Millor actor en minisèrie o pel·lícula per a televisió | Nominat  | [ 124 ] [ 125 ] |

### Premis MTV & Premis TV
| Year | Feina                                        | Categoria                                               | Resultat  | Referència      |
| ---- | -------------------------------------------- | ------------------------------------------------------- | --------- | --------------- |
| 1997 | Trainspotting                                | Millor actuació revelació                               | Nominat   |                 |
| 1998 | A Life Less Ordinary                         | Millor seqüència de dansa (Compartit amb Cameron Díaz)  | Nominat   |                 |
| 2000 | Star Wars Episode I: The Phantom Menace      | Millor lluita (Compartit amb Liam Neeson i Ray Park)    | Nominat   | [ 126 ]         |
| 2002 | Moulin Rouge!                                | Millor petó (Compartit amb Nicole Kidman)               | Nominat   | [ 127 ] [ 128 ] |
| 2002 | Moulin Rouge!                                | Millor seqüència de dansa (Compartit amb Nicole Kidman) | Guanyador | [ 127 ] [ 128 ] |
| 2006 | Star Wars episodi III: La venjança dels Sith | Millor heroi                                            | Nominat   | [ 129 ] [ 130 ] |
| 2006 | Star Wars episodi III: La venjança dels Sith | Millor lluita (Compartit amb Hayden Christensen)        | Nominat   | [ 129 ] [ 130 ] |
| 2021 | Birds of Prey                                | Millor malvat                                           | Nominat   | [ 131 ]         |